# گدی گروپو ادیتوریاله
گدی گروپو ادیتوریاله (انگلیسی: GEDI Gruppo Editoriale) شرکت رسانه‌ای ایتالیایی است، که در سال ۱۹۵۵ تأسیس شد.